# Anne-Madeleine de Conty d'Argencourt
Anne-Madeleine de Conty d'Argencourt, född 1637, död 1718, var en fransk hovfunktionär.  Hon är känd för den romans hon hade med Ludvig XIV under år 1658. Hon har i historien ofta förväxlats med Anne-Lucie de la Mothe-Houdancourt.

## Biografi
Anne-Madeleine de Conty d'Argencourt var dotter till Pierre de Conty d'Argencourt (1587-1655) och Madeleine de Chaumont de Bertichères (d.  1638). 
Hon utnämndes 1657 till hovfröken hos kungens mor, änkedrottning Anna av Österrike.  
Kungen uppvaktade henne efter sin förälskelse i Olympe Mancini. Han ska ha varit så förälskad att han erbjöd sig att gifta sig med henne, och hans mor och kardinal Mazarin tvingade honom därför att avbryta förbindelsen. Förbindelsen oroade mycket änkedrottningen och kardinalen, då kungen tycktes ha svårt att behärska sig. Det var efter detta han blev kär i Marie Mancini.
d'Argencourt hade därefter ett förhållande med Jean-Baptiste Amador de Vignerot du Plessis (1632–1662). Detta gjorde kungen upprörd, och slutade med att hon förvisades från hovet till klostret Chaillot. 
Hon blev dock inte nunna utan bodde där som gäst, tills hon tilläts lämna klostret och gifta sig. 
Den 4 augusti 1671 gifte hon sig med Gabriel de Grasset, seigneur de Farlet.
Hon blev implicerad i Giftmordsaffären 1679, och flydde utomlands med Olympe Mancini för att undgå arrestering.